# Montfarville

Montfarville este o comună în departamentul Manche, Franța. În 1 ianuarie 2022 avea o populație de 798 de locuitori.